# Iridaea
Genre
Iridaea est un genre d’algues rouges de la famille des Gigartinaceae.

## Liste d'espèces
Selon AlgaeBase (4 août 2018) :
- Iridaea agathoicus Delf & Michell
- Iridaea capensis var. elongata Grunow
- Iridaea ciliata Kützing
- Iridaea convoluta (Areschoug ex J Agardh) Hewitt
- Iridaea cordata (Turner) Bory de Saint-Vincent - espèce type
  - Iridaea cordata var. ligulata Reinsch
- Iridaea cornucopiae subsp. japonica (Yamada & Mikami) Perestenko
- Iridaea cornucopiae subsp. yendoi (Yamada & Mikami) Perestenko
- Iridaea cornucopiae var. papillata Postels & Ruprecht
- Iridaea curvata Kützing
- Iridaea cutleriae Montagne
- Iridaea divisa Kützing
- Iridaea divise Kützing
- Iridaea elliptica Kützing
- Iridaea elongata Suhr
- Iridaea explanata Suhr
- Iridaea gigantea Kützing
- Iridaea harveyi De Toni
- Iridaea hetercocca Kützing
- Iridaea hilliana Greville
- Iridaea labyrinthifolia Kützing
- Iridaea laminarioides f. cordata (Turner) Setchell & N.L.Gardner
- Iridaea laminarioides f. minor Setchell
- Iridaea laminarioides f. typica Setchell
- Iridaea laminarioides var. cornucopiae (Postels & Ruprecht) J.Agardh
- Iridaea laminarioides var. laciniata Grunow
- Iridaea lanceolata Harvey
- Iridaea latissima (J.D.Hooker & Harvey) Grunow
- Iridaea littoralis P.Crouan & H.Crouan
- Iridaea lubrica (Suhr) Kützing
- Iridaea mawsonii A.H.S.Lucas
- Iridaea micans var. augustinae (Bory de Saint-Vincent) Hariot
- Iridaea micrococca Kützing
- Iridaea pappeana Kützing
- Iridaea parvula (Kjellmann) Papenfuss
- Iridaea platyna (C.Agardh) Postels & Ruprecht
- Iridaea purpurea (J.Agardh) De Toni
- Iridaea remuliformis R.W.Ricker
- Iridaea reniformis (Turner) Greville
- Iridaea reticulata Montagne
- Iridaea ruprechtiana f. angustifolia E.S.Sinova
- Iridaea serratifolia J.Agardh
- Iridaea stiriata (Turner) J.D.Hooker & Harvey
- Iridaea tagana Welwitsch
- Iridaea tuberculosa (J.D.Hooker & Harvey) Leister
- Iridaea undulosa Bory de Saint-Vincent
- Iridaea violacea Kützing
  - Iridaea violacea var. prolifera Kützing
- Iridaea yemensis Montagne

Selon BioLib (4 août 2018) et ITIS (4 août 2018) :
- Iridaea cordata (Turner) St. -vincent
- Iridaea coriacea
- Iridaea cornucopiae
- Iridaea flaccida
- Iridaea heterocarpa
- Iridaea lineare
- Iridaea punicea
- Iridaea sanguinea
- Iridaea splendens

Selon World Register of Marine Species (4 août 2018) :
- Iridaea ciliata Kützing, 1849
- Iridaea convoluta (Areschoug ex J Agardh) Hewitt, 1960
- Iridaea cordata (Turner) Bory de Saint-Vincent, 1826
- Iridaea divise Kützing, 1843
- Iridaea elongata Suhr
- Iridaea explanata Suhr, 1841
- Iridaea gigantea Kützing, 1843
- Iridaea hetercocca Kützing, 1867
- Iridaea lanceolata Harvey, 1855
- Iridaea latissima (J.D.Hooker & Harvey) Grunow, 1867
- Iridaea mawsonii A.H.S.Lucas, 1919
- Iridaea micrococca Kützing, 1867
- Iridaea parvula (Kjellmann) Papenfuss, 1958
- Iridaea platyna (C.Agardh) Postels & Ruprecht, 1840
- Iridaea remuliformis R.W.Ricker, 1987
- Iridaea tuberculosa (J.D.Hooker & Harvey) Leister, 1993
- Iridaea undulosa Bory de Saint-Vincent, 1825